# Мазо ді Банко

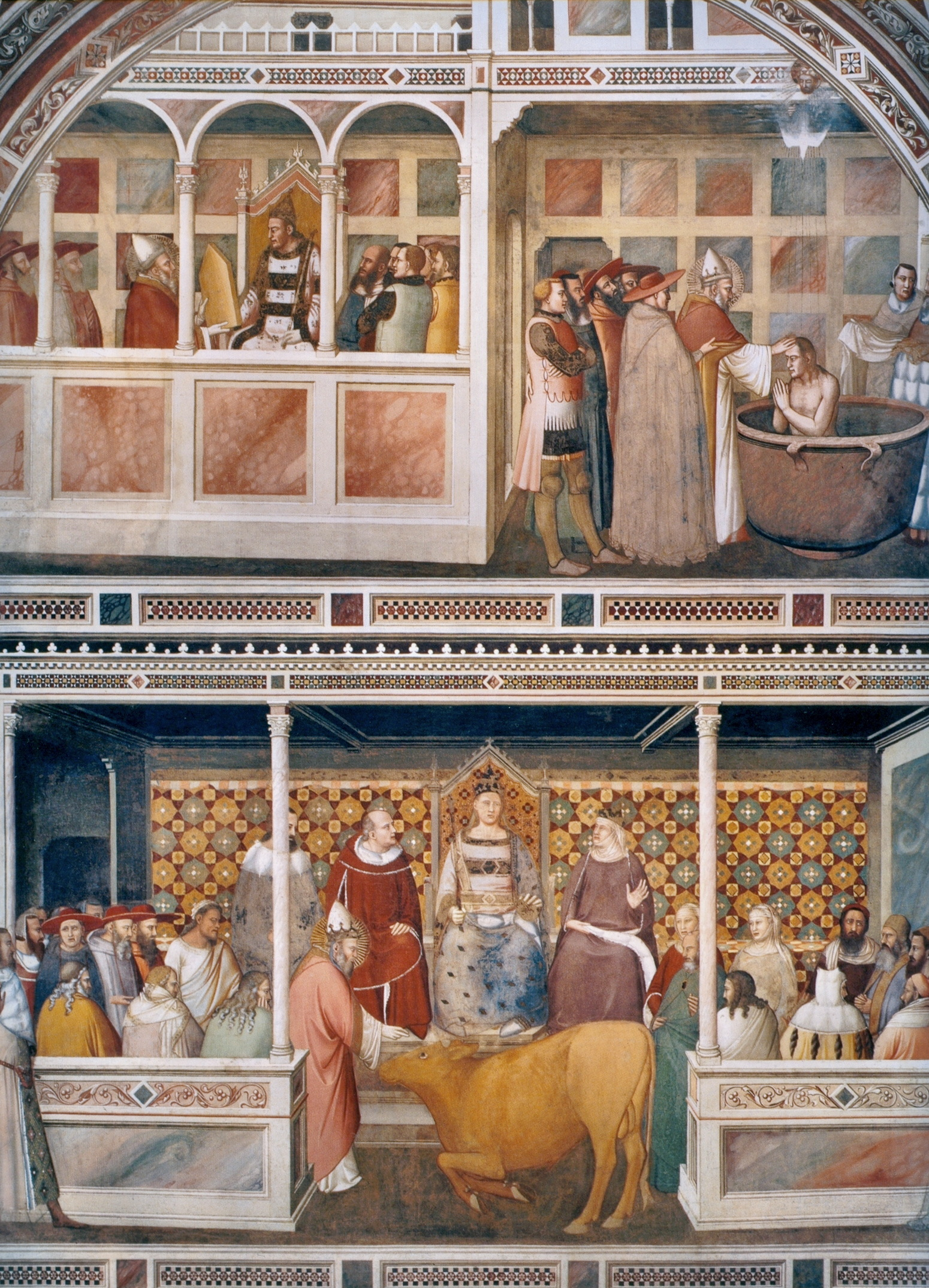
Фреска в каплиці Барді-ді-Верніо, 1335, Санта-Кроче, Флоренція

Ма́зо ді Ба́нко (італ. Maso di Banco; прац. 1320—1350) — італійський живописець.

## Біографія
Про життя художника майже нічого невідомо; Джорджо Вазарі обходить його постать у своїх «Життєписах» (1550). А проте він вважається одним з найбільших послідовників Джотто: за свідченням Лоренцо Гіберті, пензлю Мазо ді Банко належать фрески, що зображують легенду про святого Сільвестра у флорентійській каплиці Барді-ді-Верніо базиліки Санта-Кроче.
У зв'язку з сімейством Барді прізвище художника згадується у документі, датованому 1341 роком. Він був членом цього сімейства, і каплицю Барді-ді-Верніо в Санта-Кроче в основному розписав він. Фрески, що представляють п'ять сюжетів з легенди про св. Сільвестра, мають ясність задуму і гармонію в кольоровому рішенні. У них чітко проглядається вплив Джотто: композиційна ясність, суворість кольорового рішення, риси монументальності в зображенні фігур.